# دونالد ليتش
دونالد ليتش (بالإنجليزية: Donald Leach)‏ هو مجدف نيوزيلندي، ولد في 5 نوفمبر 1980 في كرايستشرش في نيوزيلندا.

## وصلات خارجية
- دونالد ليتش على موقع الاتحاد الدولي للتجديف (الإنجليزية)
- دونالد ليتش على موقع اللجنة الأولمبية الدولية (الإنجليزية)
- دونالد ليتش على موقع أوليمبيديا (الإنجليزية)
- دونالد ليتش على موقع اللجنة الأولمبية النيوزيلندية (الإنجليزية)